# 分子人类学
分子人类学（英语：Molecular Anthropology）是人類學的分支，是在人類基因組等研究基礎上發展形成的一門新興交叉學科，利用分子水平的遺傳信息來分析人類起源、當代和古代人類群體的演化以及古代社會文化結構等多方面多層次的問題。主要方法是比較DNA序列或蛋白質序列，但是早期方法亦包括血清學的比較研究。
通過考察在不同人群中的DNA序列，科學家可以判斷的有關種群之間（或群體內部）的親密關係。基因構成一定的相似性，能讓分子人類學家確定不同的人群是否屬於同一個單倍群（haplogroup），進而確定是否他們都有一個共同的地理發源地。它允許人類學家追踪遷移的和定居的模式，這提供了幫助洞察到現代人群是如何形成的並且將是如何繼續向未來發展的。